# Yashpal Sharma (Cricketspieler)
Yashpal Sharma (Hindi यशपाल शर्मा; * 11. August 1954 in Ludhiana, Indien; † 13. Juli 2021 in Neu-Delhi, Indien) war ein indischer Cricketspieler, der zwischen 1978 und 1985 für die indische Nationalmannschaft spielte. In der Folge war er unter anderem Selektor des indischen Verbandes.

## Kindheit und Ausbildung
In 1972 spielte Sharma für die Schulmannschaft von Punjab und erreiche gegen die Schulmannschaft von Jammu und Kashmir ein Double-Century über 260 Runs. daraufhin wurde er in das Team der Punjab university aufgenommen, wo er ebenfalls herausragen konnte.

## Aktive Karriere
Sharma gab sein First-Class-Debüt für Punjab in der Saison 1973/74. Dort konnte er sich etablieren und fiel vor allem durch ein Century über 173 Runs für North Zone im Finale der Duleep Trophy 1977/78 auf. Doch reichte dies zunächst nicht aus um ins Nationalteam aufzusteigen und so spielte er im folgenden Jahr eine Saison mit insgesamt 762 Runs bei einem Average von 76,20, für die er zum indischen Cricketspieler des Jahres ausgezeichnet wurde. In der Saison 1978/79 folgte dann sein ODI-Debüt in Pakistan, wurde jedoch für die Tests zunächst nicht berücksichtigt. Mit einem century über 135 Runs in einem Tour Match im Januar 1979 gegen die West Indies machte er weiter auf sich aufmerksam. Er war dann Teil der indischen Vertretung beim Cricket World Cup 1979, kam dort jedoch nicht zum Einsatz. Kurz darauf folgte sein Test-Debüt in England. Im September kam Australien nach Indien und in den Tests erzielte er zunächst ein Fifty (52 Runs) und dann sein erstes Century über 100* Runs aus 239 Bällen im vierten Test. Im folgenden Test steuerte er dann ein weiteres Fifty über 85* Runs bei. Damit hatte er sich im Team etabliert und konnte bei der folgenden Test-Serie gegen Pakistan drei Fifties (62, 60 und 62 Runs) erzielen. Im Rahmen eines Drei-Nationen-Turniers in Australien im Dezember 1980 gelang ihm ein Fifty über 72 Runs gegen Neuseeland wofür er als Spieler des Spiels ausgezeichnet wurde. Doch wurde er nach nicht-überzeugender Leistung in den Test-Serien in Australien und Neuseeland aus dem Test-Kader gestrichen.
Im Jahr darauf wurde er für die Tour gegen England wieder in den Test-Kader aufgenommen, wo er bei seinem Comeback eine Partnerschaft mit Gundappa Viswanath bildete und ein Century über 140 Runs aus 298 Bällen erzielte. Im folgenden Spiel gelang ihm ein weiteres Fifty über 55* Runs. Im Dezember 1982 erreichte er in den ODIs in Pakistan ein Fifty über 56* Runs. In den Tests gelang ihm ein Half-Century über 63* Runs. Bei der folgenden Tour in den West Indies erreichte er dann ein weiteres Fifty über 63 Runs. Den Cricket World Cup 1983 begann er mit einem Fifty über 89 Runs gegen die West Indies, wofür er als Spieler des Spiels ausgezeichnet wurde. Im Halbfinale gegen England steuerte er ein weiteres Fifty über 61 Runs bei und sicherte so den Finaleinzug. Dort konnte man sich dann überraschend gegen die West Indies durchsetzen. In der Saison 1983/84 fiel seine Form ab und nach schwachen Leistungen gegen Pakistan und die West Indies verlor er seinen Platz im Test-Kader. Er spielte noch einige Zeit im ODI-Team, was jedoch nach der Tour gegen England im Januar 1985 ebenfalls zu Ende ging. In der Folge wechselte er im nationalen indischen Cricket zunächst nach Haryana und dann zu Railways, wo er in der Saison 1992/93 seine First-Class-Karriere beendete.

## Nach der aktiven Karriere
Im Jahr 2000 erhielt er vom indischen Verband ein Benefit-Match. Er wurde im Jahr 2003 zum Selektor des indischen Teams ernannt, wo er maßgeblich in der Kontroverse um Coach Greg Chappell und Sourav Ganguly beteiligt war, woraufhin er den Posten verlor. Im Jahr 2008 kam er noch ein Mal zurück in das Gremium, dem er bis 2011 angehörte. Daraufhin übernahm er 2014 die Rolle in Delhi. Auch arbeitete er als Umpire, Coach und hatte weitere Verwaltungsaufgaben im Rahmen des Crickets inne. Im Juli 2021 verstarb er in Folge einen Herzinfarkts im Alter von 66 Jahren.

## Filmische Darstellung
In der Verfilmung des Gewinns des World Cups 1983, 83, wurde seine Rolle von Jatin Sarna gespielt.